# Suphalomitus harmandi
Suphalomitus harmandi is een insect uit de familie van de vlinderhaften (Ascalaphidae), die tot de orde netvleugeligen (Neuroptera) behoort. 
Suphalomitus harmandi is voor het eerst wetenschappelijk beschreven door Van der Weele in 1909.